# Harrisia simpsonii
Harrisia simpsonii és una espècie fanerògama que pertany a la família de les cactàcies.

## Descripció
Harrisia simpsonii creix amb tiges verticals, escampats o inclinats, sense branques o una mica ramificades i pot arribar a fer fins a 6 metres. N'hi ha de vuit a deu costelles disponibles. Té entre set a catorze espines grises que poden fer d'1 a 2,5 centímetres de llargada. Les flors fan entre 12 a 17 centímetres de llargada. El tub de la flor està cobert de pèls suaus i blancs. Els fruits són esfèrics deprimits de color vermell ataronjat aconsegueixen diàmetres de 4 a 6 centímetres.

## Distribució
Harrisia simpsonii és comú als Estats Units a l'estat de Florida als Keys de Florida i la part continental de Florida.

## Taxonomia
Harrisia simpsonii va ser descrita per (Nathaniel Lord Britton i Joseph Nelson Rose) John Kunkel Small i publicat a The Cactaceae; descriptions and illustrations of plants of the cactus family 2: 152–153, f. 223. 1920.
Etimologia
Harrisia: nom genèric que va ser anomenat en honor del botànic irlandès William Harris, qui va ser Superintendent de jardins públics i plantacions de Jamaica.
simpsonii: epítet que fa honor al naturalista estatunidenc Charles Torrey Simpson (1846–1932).
Sinonímia
- Cereus gracilis var. simpsonii (Small) L.D.Benson (1969).